# OPSWAT
OPSWAT（オプスワット）は、企業向けのセキュリティソリューションを提供するサイバーセキュリティ企業。2002年設立。OPSWATの技術は世界中の1000を超える組織で利用されている。OPSWATの目的は、組織に出入りするデータやデバイスからセキュリティ上のリスクを取り除くこと。
OPSWATは、ゼロデイ攻撃や標的型攻撃をはじめとした高度なサイバーセキュリティの脅威を予防し、危険なデバイスが組織のリソースへアクセスするのを防ぐ製品を販売している。